# مقبولة (الخرج)
مقبولة، هي قرية من فئة (ب) تقع في محافظة الخرج، والتابعة لمنطقة الرياض في السعودية. وتبعد مقبولة عن محافظة الخرج بمسافة تقارب () كم.